# 扎里奇亞 (科諾托普區)
51°40′59″N 33°20′56″E / 51.68306°N 33.34889°E
扎里奇亞（烏克蘭語：Заріччя）是位於烏克蘭東北部的村莊，由蘇梅州科諾托普區的克羅萊韋茨市鎮負責管轄。該村處於埃斯曼河畔，分別距離格列奇基涅3公里和皮奧內爾斯凱4.5公里，海拔高度130米，2001年人口91。